# 1069. grenadirski polk (Wehrmacht)
1069. grenadirski polk (izvirno nemško 1069. Grenadier-Regiment; kratica 1069. GR) je bil pehotni polk Heera v času druge svetovne vojne.

## Zgodovina
Polk je bil ustanovljen 1. julija 1944. 16. julija istega leta je bil razpuščen in moštvo dodeljeno 431. grenadirskemu polku.